# 丹尼斯·沃特里
丹尼斯·韦德·沃特里（英語：Dennis Wade Awtrey，1948年2月22日—），美国NBA联盟职业篮球运动员。他在1970年的NBA选秀中第3轮第12顺位被费城76人选中。